# Prêmio MTV Miaw para Álbum ou EP do Ano
O Prêmio MTV Miaw para Album do Ano é apresentado anualmente no MTV Millennial Awards Brasil, uma premiação criada pelo canal de televisão brasileiro MTV, para reconhecer os melhores músicos, influenciadores e entretenimento da geração millennial. Originalmente nomeado como Álbum ou EP do Ano, foi apresentado pela primeira vez na edição de 2021, com Pabllo Vittar sendo o primeiro vencedor por Batidão Tropical.

## Vencedores e indicados
Legenda:
     Vencedor(a)

### Década de 2020

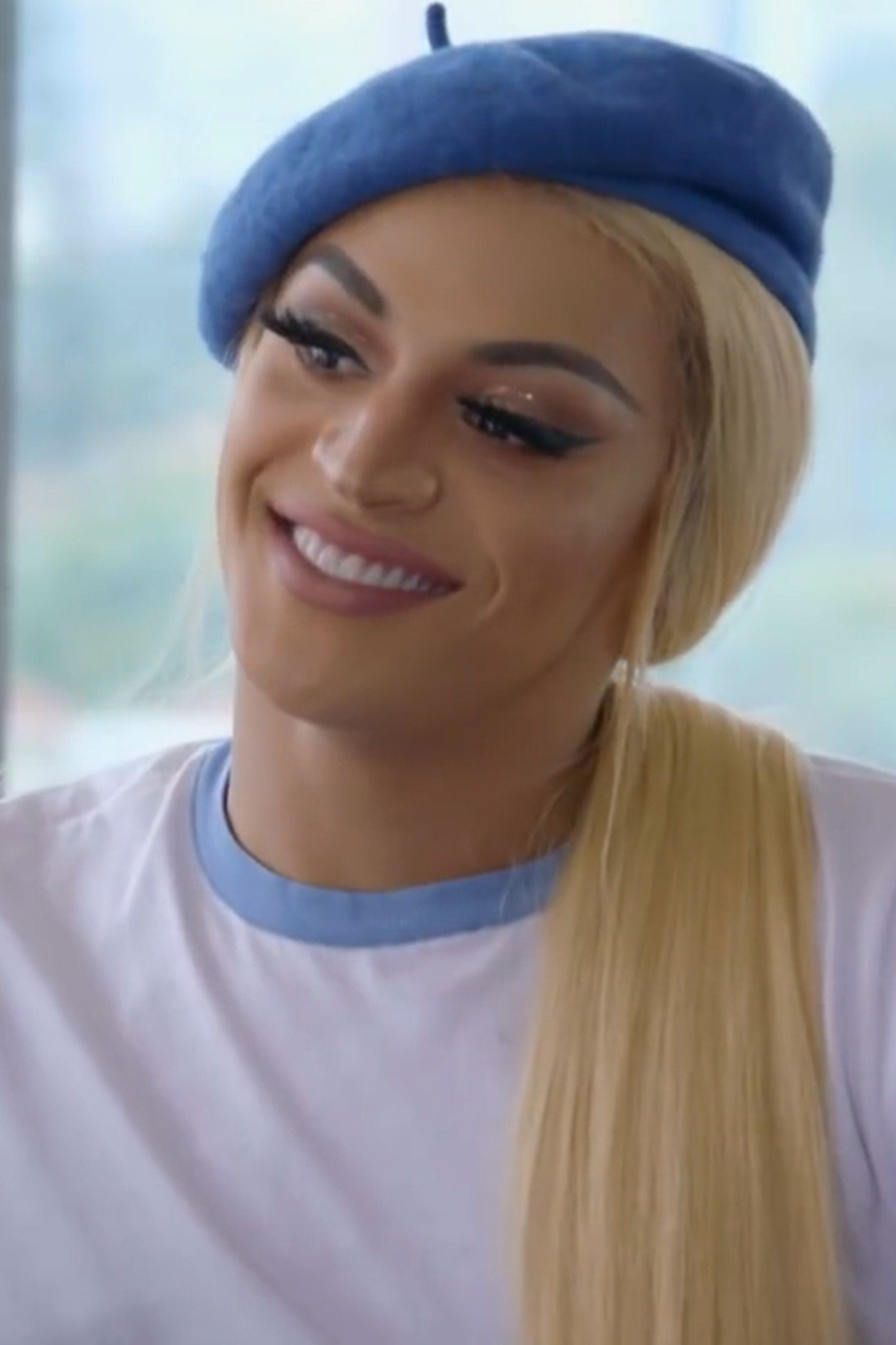
Pabllo Vittar, vencedor inaugural

| Ano  | Artista           | Álbum              | Ref.  |
| ---- | ----------------- | ------------------ | ----- |
| 2021 | Pabllo Vittar     | Batidão Tropical   | [ 1 ] |
| 2021 | Anavitória        | Cor                | [ 1 ] |
| 2021 | Djonga            | Nu                 | [ 1 ] |
| 2021 | Duda Beat         | Te Amo Lá Fora     | [ 1 ] |
| 2021 | Filipe Ret        | Imaterial          | [ 1 ] |
| 2021 | Luísa Sonza       | Doce 22            | [ 1 ] |
| 2021 | Marisa Monte      | Portas             | [ 1 ] |
| 2021 | Xamã              | Zodíaco            | [ 1 ] |
| 2022 | Jão               | Pirata             | [ 2 ] |
| 2022 | Anitta            | Versions of Me     | [ 2 ] |
| 2022 | Baco Exu do Blues | QVVJFA?            | [ 2 ] |
| 2022 | Don L             | Roteiro pra Aïnouz | [ 2 ] |
| 2022 | FBC & Vhoor       | Baile              | [ 2 ] |
| 2022 | Gloria Groove     | Lady Leste         | [ 2 ] |
| 2022 | Ludmilla          | Numanice #2        | [ 2 ] |
| 2022 | MC Cabelinho      | Little Hair        | [ 2 ] |